# Guy Bedouelle
Guy Bedouelle OP (Ordensname: Guy-Thomas; * 6. April 1940 in Lisieux; † 22. Mai 2012 in Freiburg im Üechtland, Schweiz) war ein französischer Dominikaner und Kirchenhistoriker.

## Werdegang
Nach dem Abitur in Paris im Jahre 1957 studierte Guy Bedouelle am Institut d’études politiques de Paris und erwarb 1961 deren Diplom. 1962 wurde er zur renommierten École nationale d’administration (ENA) zugelassen, doch er gab diese Laufbahn schon nach wenigen Monaten auf. Von 1962 bis 1964 gehörte er zum Corps des Commissariat de la Marine. 1965 trat er dem Orden der Dominikaner bei.
1966 wurde er in Paris mit einer Dissertation über die Kirche von England in ihrer Beziehung zur politischen Gesellschaft Großbritanniens zum Dr. iur. (im Fach Öffentliches Recht) promoviert. Im selben Jahr begann er das Studium an der Ordenshochschule Le Saulchoir in Étiolles bei Paris, wo er 1968 zum Lizenziaten der Philosophie graduiert wurde und 1972, ein Jahr nach seiner Priesterweihe, zum Lektor und Lizenziaten der Theologie. Ebenfalls 1972 wurde er an der Sorbonne in Paris mit einer Dissertation über die Bibelhermeneutik des französischen Humanisten Lefèvre d’Étaples zum Dr. phil. (im Fach Religionsgeschichte) promoviert. Eine dritte Promotion (zum Dr. theol.) folgte 1977.
Von 1972 an bis 1996 war er Professor für Kirchengeschichte an der École de la Foi in Freiburg in der Schweiz, seit 1974 außerdem Assistent an der Theologischen Fakultät der Universität Freiburg (Schweiz), wo er dann seit 1977 zunächst als Extraordinarius und seit 1982 als Ordinarius für Kirchengeschichte wirkte.
Bedouelle war außerdem von 1981 bis 1984 als Regens für die Studien in der Ordensprovinz Frankreich seines Ordens verantwortlich. 1993 war er Visiting Professor an der Thomas-Universität in Manila und 1994 Visiting Fellow am All Souls College in Oxford. Nachdem er von 1994 bis 1996 als Dekan seiner Freiburger Fakultät amtiert hatte, übernahm er 1997 zusätzlich zu den Verpflichtungen seines Freiburger Lehrstuhles auch die Leitung des Centre d'études du Saulchoir im Konvent Saint-Jacques in Paris, wo seine ehemalige Ordenshochschule Le Saulchoir mittlerweile angesiedelt und in ein Studienzentrum ohne Fakultätsbetrieb umgewandelt worden war. 2007 wechselte er nach seiner Emeritierung aus Freiburg nach Angers, wo er bis zu seinem gesundheitsbedingten Rücktritt im Jahr 2011 der Université Catholique de l’Ouest als Rektor vorstand. Während dieser Zeit, im November 2008, wurde ihm von seinem Orden auch in Anerkennung seiner Verdienste um die Wissenschaften und die Kirche der ordenseigene Ehrentitel eines Sacrae Theologiae Magister (STM) verliehen. Nach der Rückkehr aus Angers in die Schweiz erlag er seinem Krebsleiden am 22. Mai 2012 im Kloster Albertinum seines Ordens in Freiburg in der Schweiz.

## Mitglied- und Herausgeberschaften
Bedouelle war Mitglied des französischen Redaktionskomitees der Zeitschrift Communio (seit 1975), Mitglied der wissenschaftlichen Leitung der mit der Herausgabe theologischer Handbücher befassten Associazione di Manuali de teologia cattolica (AMATECA), Chefredakteur der ordensgeschichtlichen Zeitschrift Mémoire dominicaine, Herausgeber mehrerer wissenschaftlicher Buchreihen (Studia Friburgensia: Series Historica, Histoire du christianisme), Mitglied der Mailänder Accademia di San Carlo Borromeo (seit 1978), Präsident der Pariser Association pour l'histoire de l'Ordre de Saint-Dominique en Europe (bis 2000), außerdem Mitglied der päpstlichen historisch-theologischen Kommission für das Jubiläumsjahr 2000 und Vorsitzender der wissenschaftlichen Kommission für das Promotionsstudium der Theologie in der romanischen Schweiz (seit 2001).

## Schriften (Auswahl)
- Dominikus. Von der Kraft des Wortes. Verlag Styria, Graz 1984, ISBN 3-222-11513-3.
- Die Geschichte der Kirche. Bonifatius, Paderborn 2000, ISBN 3-87088-878-4.
- Große illustrierte Kirchengeschichte. Menschen – Themen – Bilder. Herder, Freiburg im Breisgau 2005, ISBN 3-451-28559-2.
- Ut filii qui nascentur non ignorent primordia et progressus. Guy-Thomas Bedouelle et l’histoire dominicaine. Éditions du Cerf, Paris 2013, ISBN 978-2-204-10105-9 (Sammlung von Aufsätzen zur Geschichte seines Ordens; darin: Bibliographie dominicaine de Guy-Thomas Bedouelle, S. 13–18).